# 田中信義 (裁判官)
田中 信義（たなか のぶよし、1947年7月6日 - ）は、日本の裁判官、検察官、弁護士、法務官僚。山梨県出身。一橋大学法学部卒業。法務省大臣官房参事官、長野地方裁判所所長、知的財産高等裁判所部総括判事を務めた。

## 経歴
- 1971年10月 旧司法試験合格
- 1972年4月 - 1974年4月 司法修習26期
- 1974年 福島地方裁判所判事補
- 1977年 横浜家庭裁判所判事補兼横浜簡易裁判所判事
- 1979年 東京地方裁判所判事補兼東京簡易裁判所判事
- 1982年 金沢地方・家庭裁判所七尾支部判事補
- 1985年 法務省訟務局付検事
- 1989年 法務省訟務局参事官
- 1991年 東京地方裁判所判事・東京高等裁判所判事職務代行（知財訴訟担当）* 1993年 東京高等裁判所判事（知財訴訟担当）
- 1995年 法務省訟務局民事訟務課長
- 1996年 法務省訟務局総務課長
- 1998年 法務省大臣官房参事官（訟務担当）
- 1999年 東京高等裁判所判事
- 2000年 東京地方裁判所判事部総括
- 2004年 横浜地方裁判所判事部総括
- 2005年 松山地方裁判所所長
- 2006年6月 長野地方裁判所所長兼長野家庭裁判所所長
- 2007年5月 知的財産高等裁判所部総括判事
- 2009年4月 任期終了退官
- 2009年9月 弁護士登録（第一東京弁護士会）
- 2009年10月 東京地方裁判所民事調停委員
- 2010年11月 国土交通省中央建設工事紛争審査会特別委員
- 2011年6月 アンリツ株式会社監査役
- 2012年4月 東洋大学法科大学院教授
- 2015年6月 前田道路株式会社監査役

| スタブアイコン | サブスタブ | この項目は、まだ閲覧者の調べものの参照としては役立たない、人物に関連した書きかけの項目です。この項目を加筆・訂正などしてくださる協力者を求めています（P:人物伝/PJ:人物伝）。 |